# Calobatina texana
Calobatina texana is een vliegensoort uit de familie van de spillebeenvliegen (Micropezidae). De wetenschappelijke naam van de soort is voor het eerst geldig gepubliceerd in 1922 door Günther Enderlein.